# Bryconaethiops boulengeri
Bryconaethiops boulengeri es una especie de peces de la familia Alestidae en el orden de los Characiformes.

## Morfología
Los machos pueden llegar alcanzar los 25 cm de longitud total.

## Hábitat
Es un pez de agua dulce y de clima tropical (22 °C-27 °C).

## Distribución geográfica
Se encuentran en África:  cuenca del río Congo y lago Tanganika (Tanzania ).